# Hiệp ước bất bình đẳng
Hiệp ước bất bình đẳng là tên Trung văn của các điều ước Nhà Thanh ký kết với các nước phương Tây, Nga và Đại Nhật Bản trong thế kỷ 19 và 20, tất cả đều bị áp đặt sau khi Trung Quốc thua trận trong quân sự hoặc bị đế quốc nước ngoài đe dọa.
Thập niên 20, chủ nghĩa dân tộc Trung Quốc và phản đế nổi dậy, Quốc dân Đảng lẫn Cộng sản Đảng dùng khái niệm dị đẳng mà bày tỏ trải nghiệm mất chủ quyền giữa năm 1840 và 1950, sau gắn liền với "bách niên sỉ nhục" của Trung Quốc, đặc biệt các tô giới cho ngoại quốc thuê và mất tự trị thuế quan bởi các cảng điều ước.
Nhật Bản và Triều Tiên cũng sử dụng khái niệm để nói về vài hiệp ước làm mất chủ quyền ở vài mức độ.

## Trung Quốc

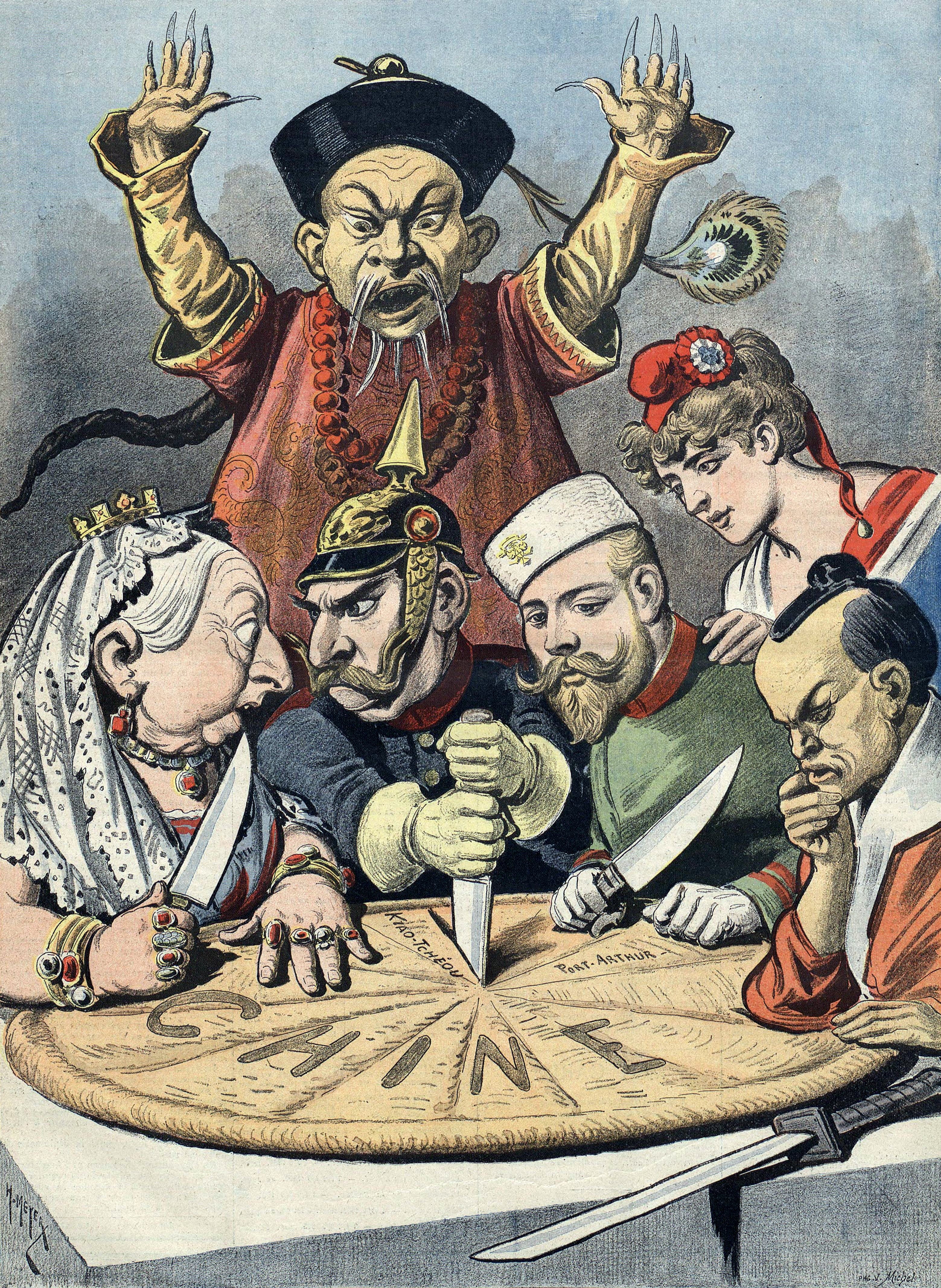
Biếm họa chính trị Pháp năm 1898, Trung Quốc – bánh kem của các Vua và Hoàng đế, cho thấy Anh, Đức, Nga, Pháp và Nhật phân chia Trung Quốc

Liên quân Tám nước bên trong Cố cung, trong buổi lễ ăn mừng sau khi ký kết Điều ước Tân Sửu, 1901

Ở Trung Quốc, "hiệp ước bất bình đẳng" dùng lần đầu tiên đầu thập niên 20. Giáo sư Trung sử đương đại hiện đại Vương Đống (王栋) nhận định "tuy từ lâu cụm từ đã dùng rộng rãi, nhưng vẫn thiếu định nghĩa sáng sủa rõ ràng" và "không có sự đồng ý về số hiệp ước Trung Quốc ký với nước ngoài nên coi là 'bất bình đẳng'." Sử gia Từ Trung Ước giải thích Trung Quốc coi các hiệp ước là bất bình đẳng "bởi không được thương lượng dựa trên sự bình đẳng, bị áp đặt lên Trung Quốc sau các cuộc chiến, và vi phạm chủ quyền... biến Trung Quốc thành nước bán thuộc địa". Sử gia Elizabeth Cobbs phản hồi viết, "Trớ trêu thay, các hiệp ước như vậy được kí kết cũng do Trung Quốc luôn ngần ngại khi cân nhắc bất kỳ điều ước nào, xem mọi nước như bé hèn thấp kém. Trung Quốc không muốn được bình đẳng."
Trong nhiều trường hợp, Trung Quốc buộc phải trả khoản bồi thường chiến tranh lớn, khai quan mở cảng cho ngoại thương, nhượng lại hay cho thuê lãnh thổ (như Ngoại Đông Bắc và Ngoại Tây Bắc (bao gồm luôn Zhetysu) cho Nga, Hương Cảng và Uy Hải Vệ cho Anh, Quảng Châu Loan cho Pháp, Quan Đông Châu và Đài Loan cho Nhật, Giao Châu Loan cho Đức và các tô giới ở Thiên Tân, Sa Diện, Hán Khẩu, Thượng Hải...), cũng như nhượng lại chủ quyền cho nước gây ảnh hưởng sau đe dọa quân sự. Thảo ước "bất bình đẳng" được ghi nhận sớm nhất là Thảo ước Xuyên Tị trong Chiến tranh Nha phiến lần đầu; hiệp ước "bất bình đẳng" đầu tiên giữa Trung Quốc và Anh là Hiệp ước Nam Kinh năm 1842. Sau khi Nhà Thanh thua trận, hiệp ước với Anh khai mở năm cảng cho nước ngoài buôn bán và cho phép các giáo sĩ truyền đạo lưu trú ở Trung Quốc. Ngoài ra, cư dân nước ngoài ở các thành phổ cảng không bị pháp chế Trung Quốc chi phối mà chịu sự quản lý của lãnh sự quán nước mình, gọi là pháp quyền trị ngoại. Theo các hiệp ước, Anh và Hoa Kỳ thành lập Tòa án tối cao Anh cho Trung Nhật và Tòa án Mỹ cho Trung Quốc ở Thượng Hải.

### Trung Quốc oán giận
Sau Thế chiến thứ nhất, tinh thần yêu nước ở Trung Quốc tập trung vào các điều ước, công nhận là "bất bình đẳng". Quốc dân Đảng lẫn Cộng sản Đảng cạnh tranh thuyết phục dân chúng phương pháp của họ sẽ có hiệu quả hơn. Đức buộc phải chấm dứt quyền lợi, Liên Xô từ bỏ, Hoa Kỳ tổ chức Hội nghị Washington để thương lượng lại. Sau khi Tưởng Giới Thạch tuyên bố thành lập chính phủ mới năm 1927, các nước phương Tây thừa nhận ngoại giao đã khiến Nhật Bản lo lắng. Chính phủ mới công bố Trung Quốc đã bị bóc lột trong hàng chục năm theo các hiệp ước bất đình đẳng, nay đã hết thời, yêu cầu thương lượng lại tất cả trên địa vị bình đẳng. Tuy nhiên, phải hoãn lại bởi Nhật Bản đang bành trướng ở Trung Quốc.
Hầu hết các hiệp ước coi là bất bình đẳng bị bãi bỏ trong Chiến tranh Nhật–Trung, bắt đầu năm 1937, cấu thành một phần Thế chiến thứ hai. Quốc hội Mỹ chấm dứt pháp quyền ngoại trị tháng 12 năm 1943. Có vài ngoại lệ: hiệp ước về Hồng Kông duy trì hiệu lực cho đến cuộc chuyển giao năm 1997; năm 1969, Trung Quốc buộc phải tái khẳng định Điều ước Ái Hồn năm 1858 để cải thiện quan hệ Trung-Liên sau xung đột biên giới.

## Nhật Bản và Triều Tiên
Khi hạm trưởng Mỹ Matthew Perry đến Nhật năm 1854, Hiệp ước Kanagawa được ký kết, nhưng không quan trọng lắm. Trọng đại hơn là Hiệp ước Harris năm 1858 do phái viên Townsend Harris thương lượng.
Hiệp ước bất bình đẳng đầu tiên của Triều Tiên không phải với phương Tây, mà với Nhật Bản. Năm 1875, sự kiện Đảo Giang Hoa xảy ra, Nhật phái hạm trưởng Inoue Yoshika cùng chiến hạm Un'yō đi tỏ quân lực với Triều Tiên, buộc Triều Tiên phải ký Điều ước Nhật–Triều năm 1876 khai quan mở cảng cho Nhật.
Các hiệp ước bất bình đẳng chấm dứt ở các thời điểm khác nhau cho hai nước. Chiến tranh Nhật–Thanh năm 1894-95 thuyết phục phương Tây rằng các điều ước không còn có thể thi hành với Nhật. Các hiệp ước của Triều Tiên với các nước châu Âu hầu hết mất hiệu lực năm 1910, khi bị Nhật Bản sát nhập.

## Danh sách hiệp ước kén chọn

### Trung Quốc
| Hiệp ước                                           | Hiệp ước                   | Năm  | Nước áp đặt |
| Tiếng Việt                                         | Tiếng Trung                | Năm  | Nước áp đặt |
| -------------------------------------------------- | -------------------------- | ---- | --- |
| Hiệp ước Nam Kinh                                  | 南京條約                   | 1842 | Đế quốc Anh |
| Hiệp ước Hổ Môn                                    | 虎門條約                   | 1843 | Đế quốc Anh |
| Hiệp ước Vọng Hạ                                   | 中美望廈條約               | 1844 | Hoa Kỳ |
| Hiệp ước Hoàng Phố                                 | 黃埔條約                   | 1844 | Đế quốc Thực dân Pháp |
| Hiệp ước Quảng Châu                                | 中瑞廣州條約               | 1847 | Thụy Điển–Na Uy |
| Hiệp ước Kulja                                     | 中俄伊犁塔爾巴哈臺通商章程 | 1851 | Đế quốc Nga |
| Hiệp ước Ái Hồn                                    | 璦琿條約                   | 1858 | Đế quốc Nga |
| Hiệp ước Thiên Tân                                 | 天津條約                   | 1858 | Đế quốc Thực dân Pháp, Đế quốc Anh, Đế quốc Nga, Hoa Kỳ                                                                                                   |
| Hiệp ước Bắc Kinh                                  | 北京條約                   | 1860 | Đế quốc Anh, Đế quốc Thực dân Pháp, Đế quốc Nga |
| Hiệp ước Yên Đài                                   | 煙臺條約                   | 1876 | Đế quốc Anh |
| Hiệp ước Y Lê                                      | 伊犁條約                   | 1881 | Đế quốc Nga |
| Hòa ước Thiên Tân                                  | 中法新約                   | 1885 | Đế quốc Thực dân Pháp |
| Hiệp ước Trung–Bồ                                  | 中葡北京條約               | 1887 | Vương quốc Bồ Đào Nha |
| Hiệp ước Mã Quan                                   | 馬關條約                   | 1895 | Đế quốc Nhật Bản |
| Mật ước Trung–Nga                                  | 中俄密約                   | 1896 | Đế quốc Anh |
| Chuyên ước Mở rộng Nhượng địa Hương Cảng Trung–Anh | 展拓香港界址專條           | 1898 | Đế quốc Anh |
| Hiệp ước Quảng Châu Loan                           | 廣州灣租界條約             | 1899 | Đế quốc Thực dân Pháp |
| Hiệp ước Tân Sửu                                   | 辛丑條約                   | 1901 | Đế quốc Anh, Hoa Kỳ, Đế quốc Nhật Bản, Đế quốc Nga, Đế quốc Thực dân Pháp, Đế quốc Đức, Vương quốc Ý, Đế quốc Áo–Hung, Bỉ, Tây Ban Nha, Vương quốc Hà Lan |
| Hiệp ước Tây Mỗ Lạp                                | 西姆拉條約                 | 1914 | Đế quốc Anh |
| 21 Điều                                            | 二十一條                   | 1915 | Đế quốc Nhật Bản |
| Hiệp định Đường Cô                                 | 塘沽協定                   | 1933 | Đế quốc Nhật Bản |

### Nhật Bản
| Hiệp ước                   | Hiệp ước             | Năm  | Nước áp đặt                                                                |
| Tiếng Việt                 | Tiếng Nhật           | Năm  | Nước áp đặt                                                                |
| -------------------------- | -------------------- | ---- | -------------------------------------------------------------------------- |
| Hiệp ước Kanagawa          | 日米和親条約         | 1854 | Hoa Kỳ                                                                     |
| Hiệp ước Hòa thân Nhật–Anh | 日英和親条約         | 1854 | Đế quốc Anh                                                                |
| Hiệp ước An Chính          | 安政条約             | 1858 | Hoa Kỳ, Vương quốc Hà Lan, Đế quốc Nga, Đế quốc Anh, Đế quốc Thực dân Pháp |
| Hiệp ước Harris            | 日米修好通商条約     | 1858 | Hoa Kỳ                                                                     |
| Hiệp ước Nhật–Anh          | 日英修好通商条約     | 1858 | Đế quốc Anh                                                                |
| Hiệp ước Nhật–Phổ          | 日普修好通商条約     | 1861 | Vương quốc Phổ                                                             |
| Hiệp ước Nhật–Áo           | 日墺修好通商航海条約 | 1868 | Đế quốc Áo–Hung                                                            |
| Hiệp ước Nhật–Tây          | 日西修好通商航海条約 | 1868 | Vương quốc Tây Ban Nha                                                     |

### Triều Tiên
| Hiệp ước                             | Hiệp ước                                             | Năm  | Nước áp đặt           |
| Tiếng Việt                           | Tiếng Hàn                                            | Năm  | Nước áp đặt           |
| ------------------------------------ | ---------------------------------------------------- | ---- | --------------------- |
| Hiệp ước Nhật–Triều năm 1876         | 강화도 조약 (江華島條約)                             | 1876 | Đế quốc Nhật Bản      |
| Hiệp ước Triều–Mỹ                    | 조미수호통상조약 (朝美修好通商條約)                  | 1882 | Hoa Kỳ                |
| Hiệp ước Nhật–Triều năm 1882         | 제물포 조약 (濟物浦條約)                             | 1882 | Đế quốc Nhật Bản      |
| Hiệp ước Triều–Thanh                 | 조청상민수륙무역장정 (朝淸商民水陸貿易章程)          | 1882 | Đế quốc Thanh         |
| Hiệp ước Triều–Đức                   | 조독수호통상조약 (朝獨修好通商條約)                  | 1883 | Đế quốc Đức           |
| Hiệp ước Triều–Anh                   | 조영수호통상조약 (朝英修好通商條約)                  | 1883 | Đế quốc Anh           |
| Hiệp ước Triều–Nga                   | 조로수호통상조약 (朝露修好通商條約)                  | 1884 | Đế quốc Nga           |
| Hiệp ước Triều–Ý                     | 조이수호통상조약 (朝伊修好通商條約)                  | 1884 | Vương quốc Ý          |
| Hiệp ước Hán Thành                   | 한성조약 (漢城條約)                                  | 1885 | Đế quốc Nhật Bản      |
| Hiệp ước Triều–Pháp                  | 조불수호통상조약 (朝佛修好通商條約)                  | 1886 | Đế quốc Thực dân Pháp |
| Hiệp ước Triều–Áo                    | 조오수호통상조약 (朝奧修好通商條約)                  | 1892 | Đế quốc Áo–Hung       |
| Hiệp ước Triều–Bỉ                    | 조벨수호통상조약 (朝白修好通商條約)                  | 1901 | Bỉ                    |
| Hiệp ước Triều–Đan                   | 조덴수호통상조약 (朝丁修好通商條約)                  | 1902 | Vương quốc Đan Mạch   |
| Nghị định thư Triều–Nhật             | 한일의정서 (韓日議定書)                              | 1904 | Đế quốc Nhật Bản      |
| Hiệp ước Triều–Nhật thứ nhất         | 제1차 한일협약 (第一次韓日協約)                      | 1904 | Đế quốc Nhật Bản      |
| Hiệp ước Triều–Nhật tháng 4 năm 1905 |                                                      | 1905 | Đế quốc Nhật Bản      |
| Hiệp ước Triều–Nhật tháng 8 năm 1905 |                                                      | 1905 | Đế quốc Nhật Bản      |
| Hiệp ước Triều–Nhật thứ hai          | 제2차 한일협약 (第二次韓日協約)(을사조약 (乙巳條約)) | 1905 | Đế quốc Nhật Bản      |
| Hiệp ước Triều–Nhật thứ ba           | 제3차 한일협약 (第三次韓日協約)(정미조약 (丁未條約)) | 1907 | Đế quốc Nhật Bản      |
| Hiệp ước Triều–Nhật năm 1910         | 한일병합조약 (韓日倂合條約)                          | 1910 | Đế quốc Nhật Bản      |